# 耶律沙
耶律沙（?—988年） 字安隱，遼代政治和軍事人物。

## 生平
遼穆宗應曆年間，耶律沙累官南府宰相。遼景宗即位後，總領南面邊事。景宗保寧年間，宋軍進攻北漢，沙帶兵援救，有功，加守太保。後來宋軍再攻北漢，沙的遼援軍在白馬嶺（今山西盂縣內）迎戰宋軍失利，其後太原失守，北漢滅亡，遼軍撤退。宋軍乘勝進攻遼的幽州，沙在高梁河不敵，不過耶律休哥等的援軍及時抵達，大破宋軍。

## 延伸阅读
[在维基数据编辑]
 《遼史·卷84》，出自脱脱《遼史》